# Čestmír Vycpálek
Čestmír Vycpálek (ur. 15 maja 1921 w Pradze, zm. 5 maja 2002 w Palermo) – czechosłowacki piłkarz grający na pozycji pomocnika (lewoskrzydłowego), trener.

## Kariera piłkarska
Čestmír Vycpálek karierę piłkarską rozpoczął w juniorach Novoměstský Praga, w których występował do 1937 roku. Następnie w latach 1937–1939 reprezentował barwy juniorów Slavii Praga, z którą w 1939 roku podpisał profesjonalny kontrakt i w swoim debiutanckim sezonie 1939/1940 zdobył mistrzostwo Czechosłowacji.
Następnie reprezentował barwy klubów: SK Židenice (1941), ponownie Slavii Praga (1941–1943, 1945–1946 – dwukrotne mistrzostwo Czechosłowacji (1942, 1943)) oraz AC Nitra.
W 1946 roku został zauważony przez działaczy włoskiego Juventusu i tym samym został zawodnikiem Starej Damy, w barwach której 6 października 1946 roku zadebiutował w Serie A podczas zremisowanego 3:3 meczu wyjazdowego z A.C. Milanem, w którym w 76. minucie Vycpálek zdobył bramkę na 3:2 i zarazem swoją pierwszą bramkę w tych rozgrywkach. Jednak po sezonie 1946/1947, w którym rozegrał 27 meczów i strzelił 5 goli, przeniósł się do występującego w Serie B US Palermo, z którą w sezonie 1947/1948 awansował do Serie A. Łącznie w latach 1947–1952 w drużynie z Sycylii rozegrał 143 mecze, w których strzelił 23 gole.
Następnie podpisał kontrakt z występującą w Serie B AC Parmą, z którą w sezonie 1952/1953 zaliczył spadek do Serie C, jednak w następnym sezonie wrócił z zespołem do Serie B. Karierę piłkarską zakończył w 1958 roku w wieku 37 lat.

## Kariera trenerska
Čestmír Vycpálek po zakończeniu kariery piłkarskiej rozpoczął karierę trenerską. W 1958 roku przeniósł się do Palermo wraz z rodziną, która wcześniej mieszkała w Czechosłowacji, jednak jego kraj w tamtym okresie okupowany był przez Związek Radziecki, dlatego postanowił przenieść swych najbliższych do Włoch i tym samym w latach 1958–1960 trenował US Palermo.
Trenował drużyny z niższych lig włoskich: US Siracusa (1960–1961), AC Marzotto Valdagno (1962–1964), juniorów US Palermo, Juve Bagheria, GS Mazara (1970).
Wczesne lata siedemdziesiąte to wyjątkowy okres w życiu Vycpálka. Po zwolnieniu z funkcji trenera drużyny Serie D – GS Mazara postanowił wrócić do Juventusu Turyn. Stało się to możliwe głównie za sprawą Giampiero Bonipertiego, który był jego bliskim przyjacielem. Vycpálek został wówczas trenerem młodzieżówki Starej Damy, jednak w 1971 roku po przedwczesnej śmierci trenera seniorskiej drużyny klubu – Armando Picchiego, Vycpálek został mianowany jego następcą. Juventus Turyn pod wodzą Vycpálka dwukrotnie zdobyła mistrzostwo Włoch (1972, 1973).

## Sukcesy

### Zawodnicze
Slavia Praga
- Mistrzostwo Czechosłowacji: 1940, 1942, 1943

US Palermo
- Awans do Serie A: 1948

AC Parma
- Awans do Serie B: 1954

### Szkoleniowe
Juventus
- Mistrzostwo Włoch: 1972, 1973

## Życie prywatne
Čestmír Vycpálek jest wujkiem znanego czeskiego trenera piłkarskiego – Zdenka Zemana.

## Śmierć
Čestmír Vycpálek zmarł 5 maja 2002 roku w Palermo w wieku 80 lat w dniu zdobycia przez Juventus Turyn 26. mistrzostwa Włoch.